# Меккелев хрящ
Ме́ккелев хрящ (лат. cartilago arcus pharyngei primi) — первичная нижняя челюсть у челюстноротых животных и человека, названная в честь Иоганна Меккеля (открывшего этот хрящ в 1820 году). Низший отдел первой жаберной дуги. Часть хряща у млекопитающих, в том числе человека, редуцировалась, сохранившись лишь у эмбрионов, в то время как другая, сочленовная кость, стала одной из слуховых косточек — молоточком. У всех рыб кроме хрящевых, а также у наземных животных хрящ покрыт покровными костями, может и сам окостеневать, как частично, так и полностью; окостеневший задний отдел хряща, сочленовная кость, соединяется челюстным суставом с квадратной костью.

## Галерея

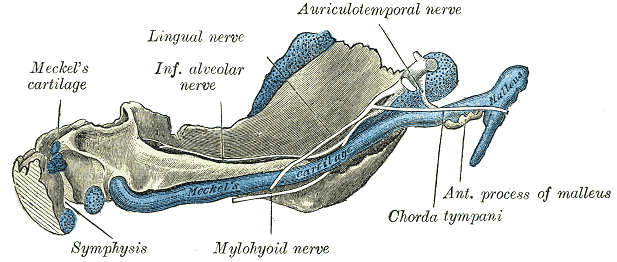
Расположение меккелева хряща у эмбриона человека
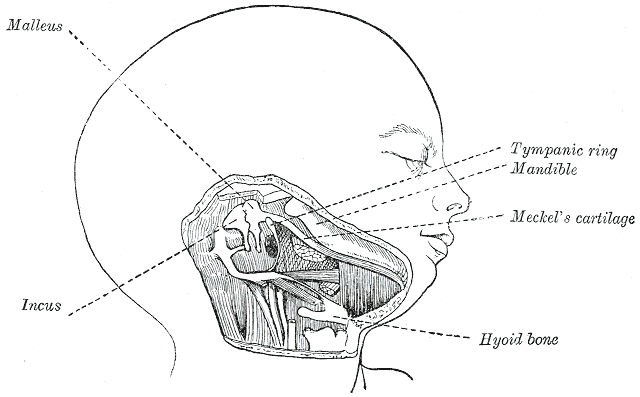
Голова и шея эмбриона человека; указано расположение хряща
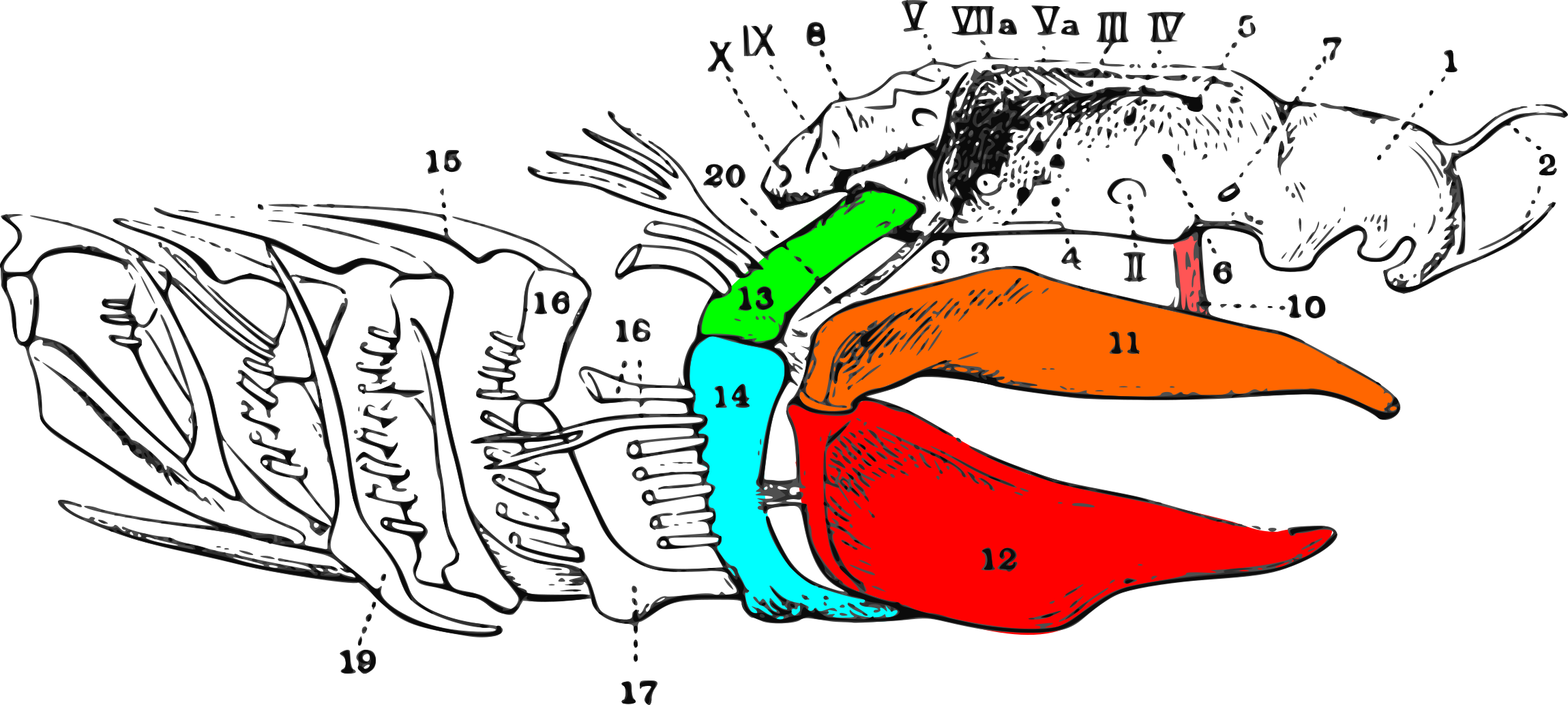
У акул меккелев хрящ (12) составляет нижнюю челюсть